# Uwe Unterwalder
 (janvier 2025).
Si vous disposez d'ouvrages ou d'articles de référence ou si vous connaissez des sites web de qualité traitant du thème abordé ici, merci de compléter l'article en donnant les références utiles à sa vérifiabilité et en les liant à la section « Notes et références ».
Uwe Unterwalder (né le 15 juillet 1950 à Berlin) est un coureur cycliste est-allemand. Il a notamment été champion du monde de poursuite par équipes amateur en 1978. Il a obtenu cinq autres médailles en championnats du monde de cyclisme sur piste (quatre en poursuite par équipes et une en poursuite individuelle) et a été deux fois médaillé d'argent de la poursuite par équipes aux Jeux olympiques, en 1972 et 1980.

## Palmarès

### Jeux olympiques
- Munich 1972
  -  Médaillé d'argent de la poursuite par équipes[1]
- Montréal 1976
  - 4e de la poursuite par équipes (avec Thomas Huschke, Norbert Dürpisch et Matthias Wiegand)[2]
- Moscou 1980
  -  Médaillé d'argent de la poursuite par équipes

### Championnats du monde
- Varese 1971
  -  Médaillé d'argent de la poursuite par équipes amateurs
- Montréal 1974
  -  Médaillé d'argent de la poursuite par équipes amateurs
- Rocourt 1975
  -  Médaillé de bronze de la poursuite par équipes amateurs
- San Cristobal 1977
  -  Médaillé d'argent de la poursuite individuelle amateurs
- Munich 1978
  -  Champion du monde de poursuite par équipes amateurs (avec Gerald Mortag, Matthias Wiegand, Volker Winkler)
  -  Médaillé de bronze de la poursuite individuelle amateurs

### Championnats nationaux
- Champion d'Allemagne de l'Est de poursuite par équipes en 1969, 1971, 1974, 1975, 1976, 1977
- Champion d'Allemagne de l'Est de l'américaine en 1976